# 贵州木瓜红
贵州木瓜红（学名：Rehderodendron kweichowense）为安息香科木瓜红属下的一个种。